# Museo Olímpico Noruego
El Museo Olímpico Noruego (en noruego Norges Olympiske Museum) es un museo deportivo ubicado en Lillehammer, Noruega.
El Museo Olímpico de Noruega muestra la historia de los Juegos Olímpicos, con un enfoque especial en los Juegos Olímpicos de Invierno de 1952 en Oslo y los Juegos Olímpicos de Invierno de 1994 en Lillehammer. Los aspectos olímpicos más destacados se presentan a través de instalaciones interactivas, presentaciones multimedia e historias relacionadas con objetos auténticos. Además de la exhibición permanente, el museo también exhibe exposiciones temporales con un tema relacionado con la historia del deporte y los logros deportivos. Los Juegos Paralímpicos y los Juegos Olímpicos de la Juventud tienen sus propias secciones en el museo.
El Museo Olímpico de Noruega fue inaugurado oficialmente por el Rey Harald V y la Reina Sonja el 27 de noviembre de 1997, en Håkons Hall. Es el único museo en el norte de Europa que presenta toda la historia de los Juegos Olímpicos. El museo tiene una colección de más de 7,000 artículos olímpicos en total.